# تفراوتن (تافراوتن)
تفراوتن هي إحدى مشيخات المملكة المغربية، تتبع جغرافيا لإقليم تارودانت وإداريًا لتافراوتن. يقدر عدد سكانها بـ 9267 نسمة حسب الإحصاء الرسمي للسكان والسكنى لسنة 2004.